# Хмельникер, Илья Абрамович
Илья Абрамович Хмельникер (род. 21 сентября 1985, Свердловск) — израильский шахматист, гроссмейстер (2011).
Занимает 40 место в Израиле по рейтингу.

## Биография
С 1993 живет в Израиле. Занимался у В. Михалевского, В. Голода, А. Хузмана.
Участвовал в личных чемпионатах Европы.
В 1998 году на чемпионате Израиля до 14 лет он занял второе место. В 2001 году он выиграл Чемпионат Израиля среди мальчиков до 16 лет. В 2002 году Хмельникер занял 5-е место в Чемпионате Израиля до 20 лет (победил Сергея Эренбурга).
В 2003 году Хмельникер финишировал третьим на чемпионате Израиля до 20 лет (выиграл Сергея Эренбурга).
В 2004 году он впервые принял участие в чемпионате Израиля и занял четвертое место.
На чемпионате Израиля до 20 лет в 2005 году Хмельникер финишировал третьим.
В 2006 году он финишировал третьим в Беэр-Шеве (победил Семена Двоериса), а в 2008 году выиграл это соревнование.
В 2008 году Хмельникер финишировал четвертым в Герцлии (победил Константина Лернера). В 2014 году мемориале Dov Porat занял четвертое место (выиграл Дэн Золлер)
Неоднократный участник Европейского клубного кубка в составе шахматного клуба «Беэр-Шева» (2008—2011, 2014, 2015).
Участник чемпионатов Европы 2007 года (223 место) и 2012 года (171 место).

## Изменения рейтинга
| Графики недоступны из-за технических проблем. См. информацию на Фабрикаторе и на mediawiki.org. |